# جروبو كارسو
جروبو كارسو (بالإنجليزية: Grupo Carso S.A.B. de C.V.)‏ هي شركة مكسيكية ، تأسست عام 1990 ويقع مقرها في مدينة مكسيكو، المكسيك.

## وصلاتخارجية
- الموقع الإلكتروني